# Soldatenfriedhof Koelberg
Der deutsche Soldatenfriedhof Koelberg oder auch Koelberg I, aber auch Koelenberg, war ein kleiner deutscher Soldatenfriedhof des Ersten Weltkriegs in Belgien.

## Lage und Entstehung
Der Ehrenfriedhof lag an der N 8 (Menenstraße) zwischen Menen und Ypern, genauer zwischen Geluwe und Geluveld. Dem Straßenverlauf in nordwestliche Richtung folgend kaum sieben Kilometer entfernt lag der Sanctuary Wood („Zufluchtswald“) mit dem strategischen Hill 62 und den englischen Stellungen. Die Tatsache, dass ein so kleiner Soldatenfriedhof unmittelbar hinter der Front eingerichtet wurde, zeigt, dass die Planer nicht mit einem so langen Verbleib an dieser Stelle rechneten. Im gesamten Weltkrieg fanden nicht weniger als fünf bedeutende Schlachten am Ypernbogen statt. In beiden Richtungen (Menen / Ypern) der Straße gab es ungefähr eine halbe Million Gefallene. Der Soldatenfriedhof Koelberg, der im Oktober 1914 angelegt wurde, war bereits in der Mitte 1915 mit Gräbern gefüllt. Daher entstanden weiter südöstlich in Richtung Wervik Koelberg II und Nachtigall (flämisch: Nachtegaal), die jeweils immer weiter von der Frontstadt Ypern entfernt und immer größer im Umfang waren. Das Pendant auf der anderen Seite der Front dürfte der Sanctuary Wood Cemetery sein.

## Geschichte
1914 wurde der Friedhof als Ruhestätte deutscher Soldaten unweit von Ypern, vor allem nach der Ersten Flandernschlacht, an einem Feldlazarett, als Ehrenfriedhof Nr. 59 Koelberg I angelegt. Er hatte einen dreieckigen Grundriss mit der Spitze nach Westen. In der Zweiten Flandernschlacht wurde er vor allem von Angehörigen des 3. Ober-Elsässischen Infanterie-Regiments Nr. 172 gefüllt, dessen Regimentsfriedhof er in dieser Zeit praktisch wurde und welches seine Patenschaft übernahm. In der Dritten Flandernschlacht wurde der Friedhof teilweise durch Granaten zerstört.
Die Soldaten wurden je nach Kriegslage in Einzel- oder in Doppelgräbern bestattet. Während und nach dem Krieg war für die Pflege des Friedhofs das "Zentralnachweisamt für Kriegerverluste und Kriegergräber" in Berlin verantwortlich. Als Ergebnis eines Übereinkommens zwischen der belgischen und der deutschen Regierung wurden die deutschen Friedhöfe dem "Amtlichen Gräberdienst für Deutsche in Belgien" zugewiesen, der 1925 das belgische Rote Kreuz mit der Pflege beauftragte. 1954 vereinbarte man, die zahlreichen infolge des Kriegsverlaufs verstreuten kleinen deutschen Soldatenfriedhöfe zusammenzulegen. Zwischen 1956 und 1958 wurden die Gefallenen des Friedhofes auf den Deutschen Soldatenfriedhof Menen überführt. Der ursprüngliche Platz ist heute teilweise mit Häusern überbaut.

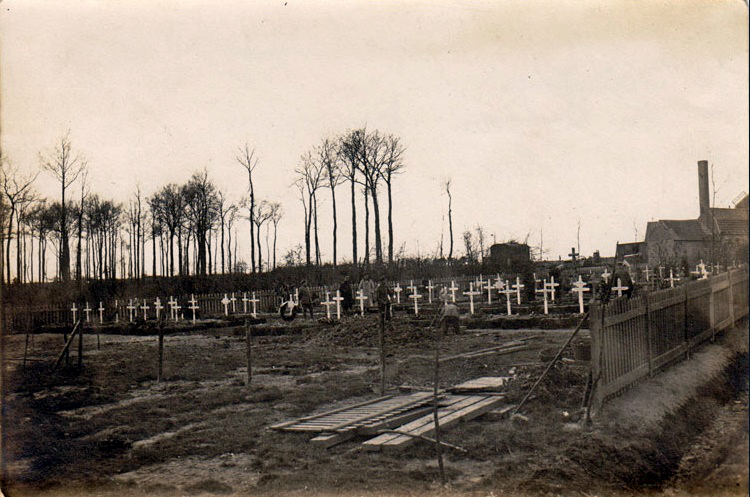
Koelberg I während des Krieges, ca. 1914 Anlage des Gräberfeldes und des Zaunes …
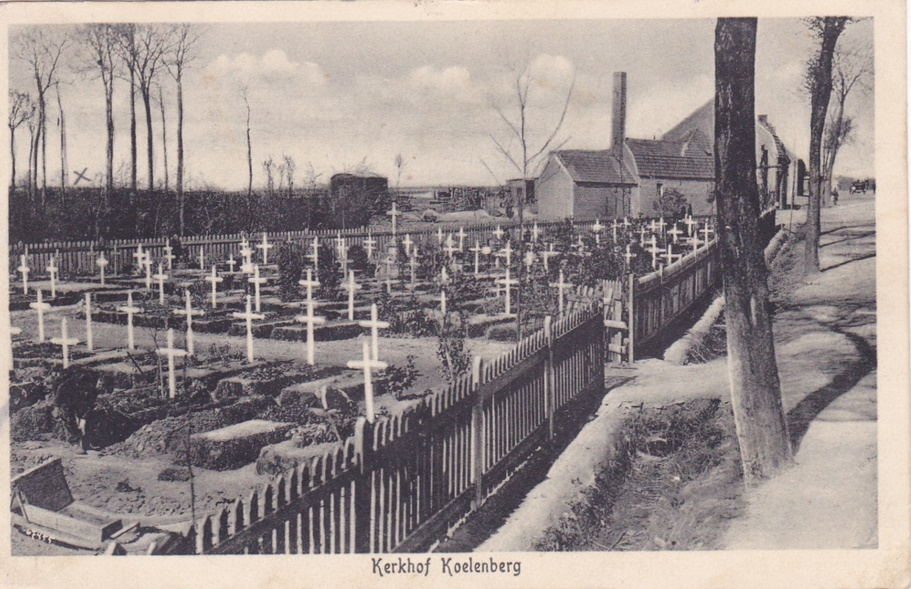
… sowie weiterer Ausbau des Friedhofes ca. 1915
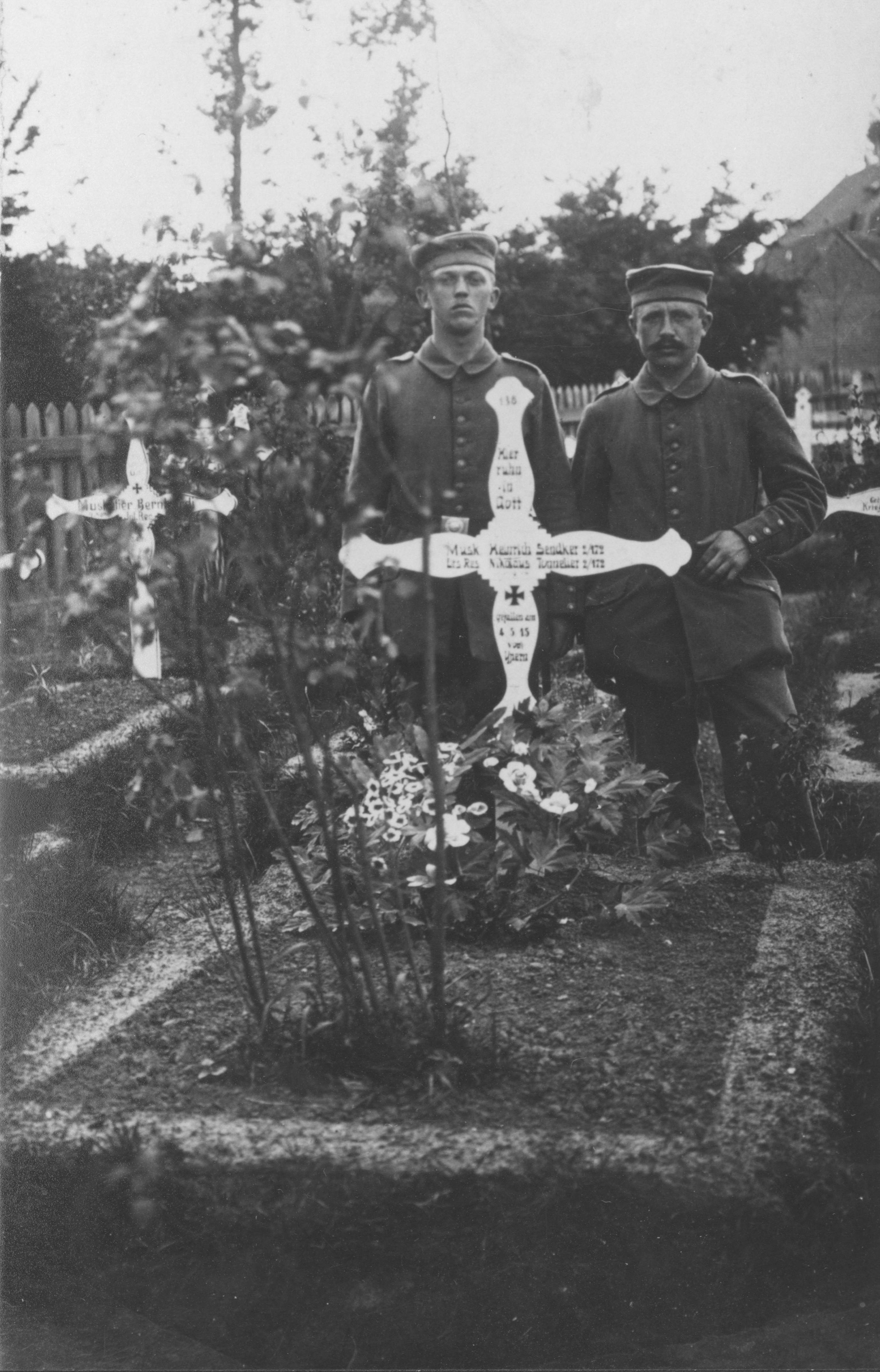
Grab Musketier Sendker und des Ers. Res. Tonnelier jeweils 2/172
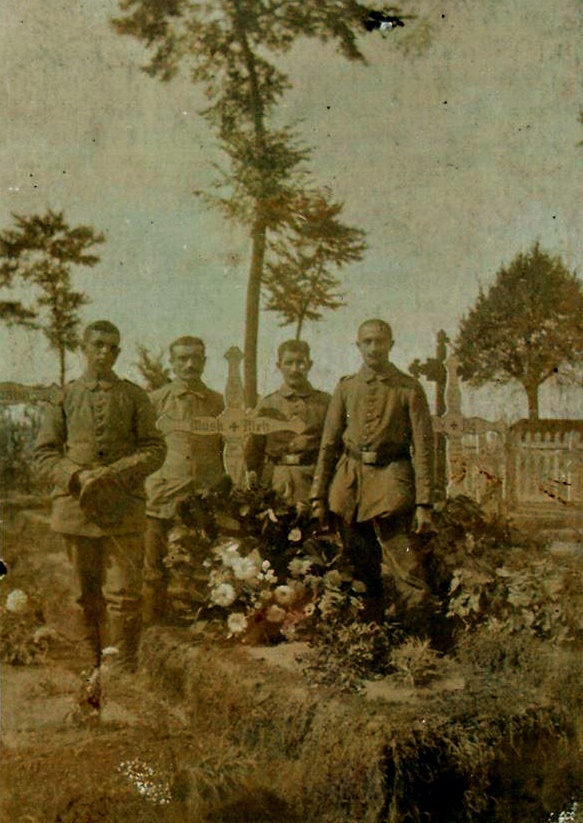
Grab Musketier Metz
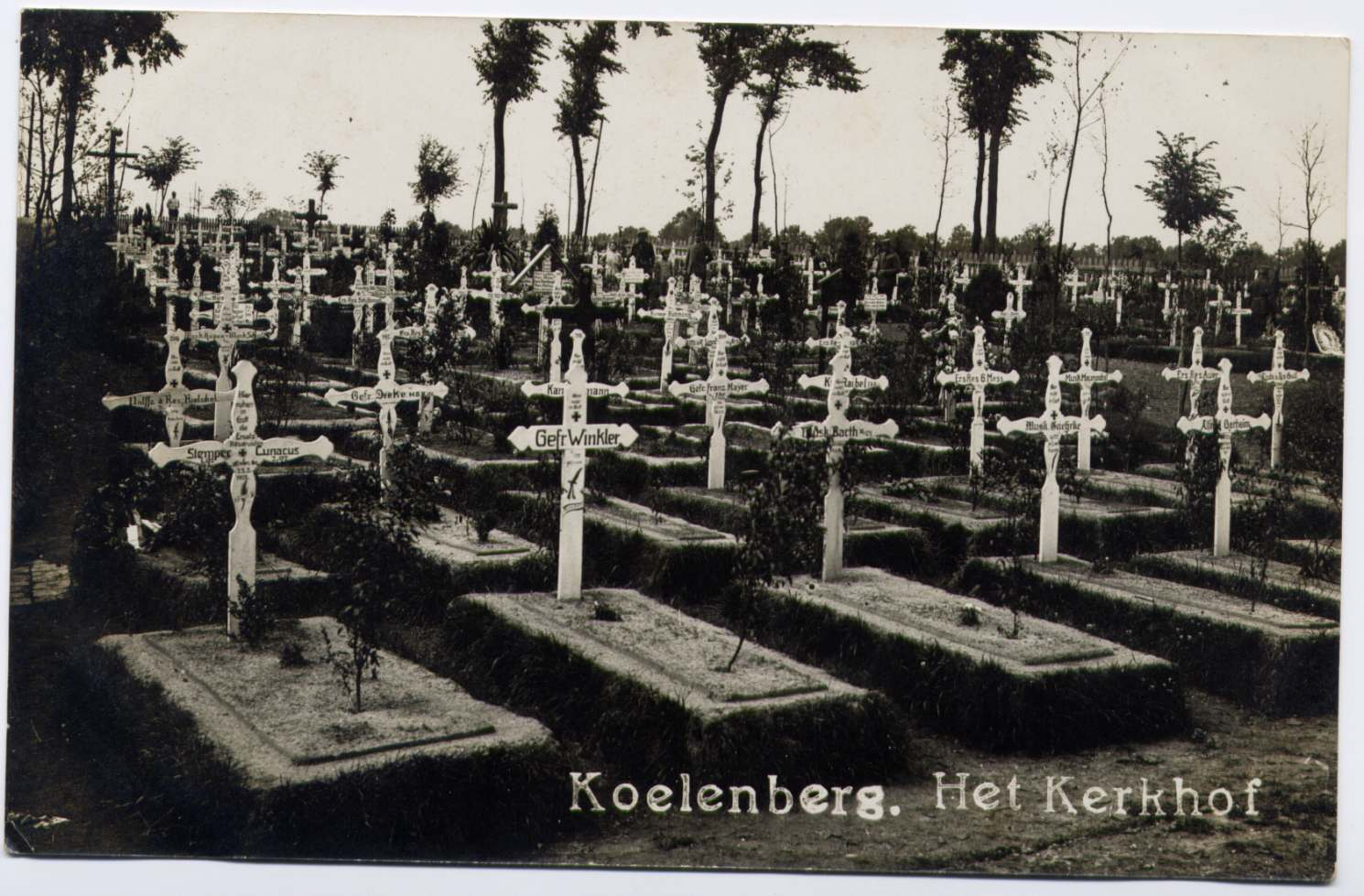
Ostecke des gefüllten Friedhofes …
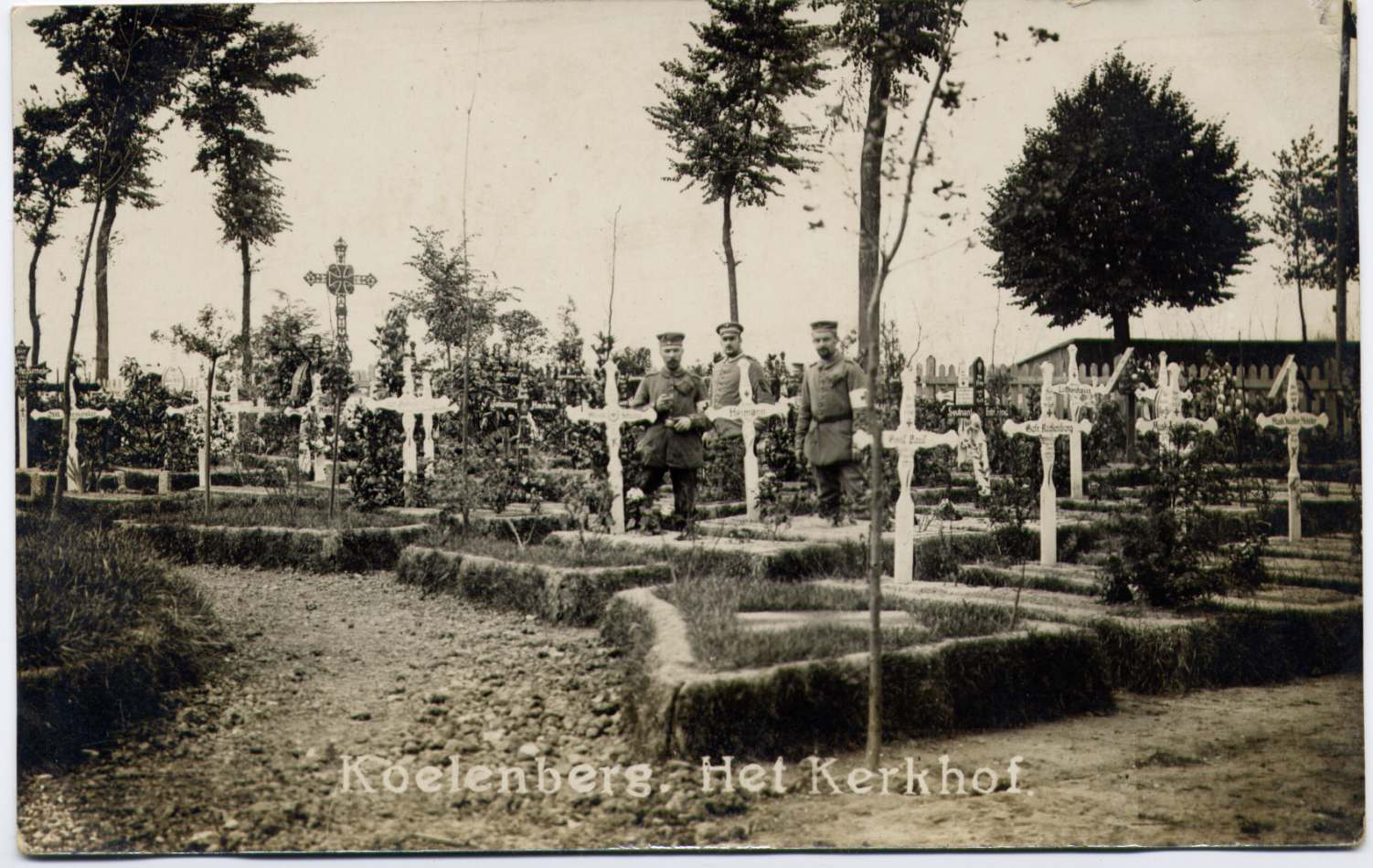
… mit Sanitätssoldaten des angrenzenden Lazarettes